# Kurtiella jablonskii
Kurtiella jablonskii is een tweekleppigensoort uit de familie van de Lasaeidae. De wetenschappelijke naam van de soort is voor het eerst geldig gepubliceerd in 2012 door Valentich-Scott.